# Arthur Winnington-Ingram

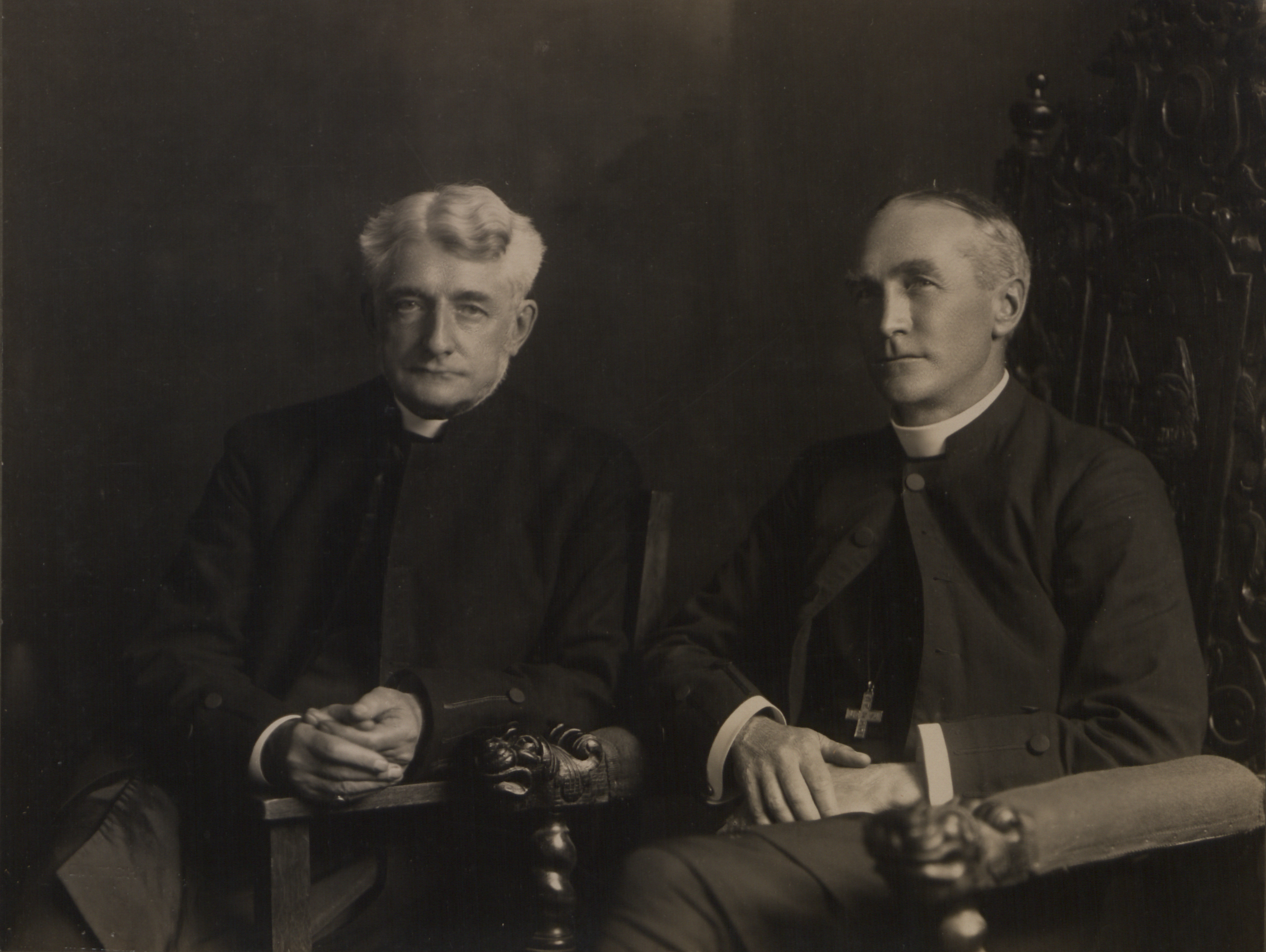
Arthur Winnington-Ingram bei einem Besuch in Kanada 1907, links der Bischof von Montreal James Carmichael

Arthur Foley Winnington-Ingram KCVO PC (* 26. Januar 1858 in Stanford-on-Teme, Worcestershire; † 26. Mai 1946 in The Boynes, Upton-upon-Severn, Worcestershire) war ein anglikanischer Bischof der Kirche von England. Von 1901 bis 1939 hatte er das Amt des Bischofs von London inne.

## Leben

### Familie und Jugend
Arthur Winnington-Ingram war das vierte von zehn Kindern von Rev. Edward Winnington-Ingram, Rektor von Stanford-on-Teme in Worcestershire, und dessen Frau Maria Louisa, der Tochter von Henry Pepys, dem Bischof von Worcester. Der spätere Rear-Admiral Charles William Winnington-Ingram war sein älterer Bruder. Winnington-Ingrams Vater war der zweite Sohn von Rev. Edward Winnington-Ingram, Rektor von Ribbesford in Worcestershire. Dieser wiederum war ein Sohn von Sir Edward Winnington, 2. Baronet und hatte 1817 Ingram dem Familiennamen hinzugefügt. Er besuchte das Marlborough College und das Keble College der Universität Oxford. Nach Beendigung seines Studiums reiste er durch Europa und arbeitete dort als Tutor. 

### Priesterliche Laufbahn und Bischofsweihe
1884 wurde er zum Diakon und zum Priester ordiniert. Winnington-Ingram wurde nun Kurat an der Kirche St Mary's in Shrewsbury. 1885 wurde er Hauskaplan für William Dalrymple Maclagan, dem Bischof von Lichfield, eine Positionen, die Winnington-Ingram drei Jahre bekleidete.
1888 wurde er mit der Leitung des einige Jahre zuvor gegründeten Oxford House in Bethnal Green betraut. Unter seiner Leitung wuchs das Oxford House von ursprünglich drei Bewohnern auf 30 im Jahr 1892 und verdreifachte das jährliche Einkommen. Von 1895 bis 1897 bekleidete er neben der Leitung des Oxford House ebenfalls den Posten des Rektors von St Matthew’s in Bethnal Green. Sein erfolgreiches Wirken in Bethnal Green veranlassten 1897 Mandell Creighton, den Bischof von London, ihn zum Suffraganbischof zu ernennen. Am 30. November 1897 wurde Winnington-Ingram zum Bischof von Stepney geweiht. Damit verbunden wurde er Kanoniker an der St Paul’s Cathedral. Als Mandell Creighton 1901 starb, wurde Winnington-Ingram zu seinem Nachfolger bestimmt. Am 30. April 1901 erfolgte seine Amtseinführung. Während seiner Zeit als Bischof von London wurden in seiner Diözese annähernd 100 neue Gemeinden gegründet und 94 Kirchen gebaut. Winnington-Ingram selbst führte 2205 Ordinationen durch. 
Gesellschaftlich vertrat er einen konservativen Viktorianismus. So saß er in London dem Public Morality Council vor, das eng mit der Polizei zusammenarbeitete um Bordelle zu schließen, Öffentliche Parks säuberte und sich gegen anstössige Theaterstücke und Geburtenkontrolle einsetzte. 1919 rief er eine landesweite Kampagne ins Leben, um die Church of England Temperance Society neuzugründen. Im House of Lords setzte er sich gegen soziale Ungerechtigkeit sowie gegen Armut und Arbeitslosigkeit ein.

### Wirken während des Ersten Weltkrieges

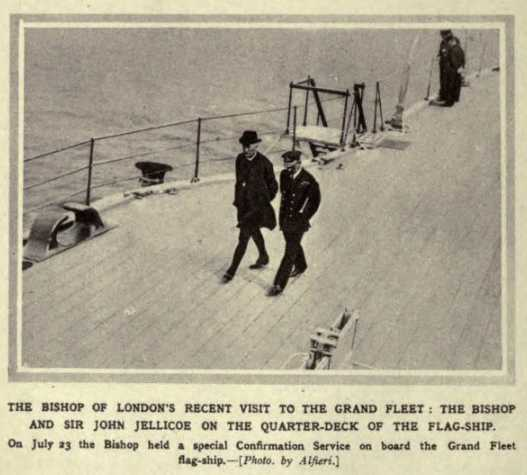
Arthur Winnington-Ingram (links) bei den Besuch der Grand Fleet 1916

Während des Ersten Weltkrieges, den er als „great crusade to defend the weak against the strong“ sah, war er glühender Vertreter des Jingoismus. Wo immer möglich setzte er sich für die britischen Kriegsziele ein und akzeptierte unkritisch antideutsche Propaganda. Als talentierter Redner warb er zu Beginn des Krieges erfolgreich Freiwillige für die britische Armee. 1915 besuchte er die britischen Truppen an der Westfront. 1916 folgten Besuche bei der Grand Fleet bei Rosyth und Scapa Flow. Selbst Kaplan in der London Rifle Brigade, ermutigte er im späteren Verlauf des Krieges den jüngeren Klerus seiner Diözese sich freiwillig zur Armee zu melden. 1917 leitete er die National Mission of Repentance and Hope, die das Ziel hatte die Begeisterung für die britischen Kriegsziele zu fördern. 1918 besuchte er die Saloniki-Front.

### Zwischenkriegszeit und Ruhestand
Durch seine Arbeit als Bischof erwarb sich Winnington-Ingram großes gesellschaftliches Ansehen. April 1915 wurde er als Knight Commander des Royal Victorian Order (KCVO) ausgezeichnet. 1918 erreichte sein Ansehen seinen Höhepunkt. Mit dem Ende des Ersten Weltkrieges und weiter fortschreitenden Verfall alter viktorianischer Wertvorstellungen wurde Winnington-Ingram zunehmend als Anachronismus betrachtet. Dies zeigte sich auch in seiner Diözese, in der es ihm immer weniger gelang, die verschiedenen klerikalen Strömungen zu vereinen. 1939 ging er schließlich in den Ruhestand. Zuvor hatte er 1937 als einer der Träger der Regalien des Vereinigten Königreichs an der Prozession zur Krönung von George VI. und seiner Gemahlin Königin Elisabeth in die Westminster Abbey teilgenommen. Winnington-Ingram ließ sich nach seinem Ruhestand in Bournemouth nieder. Wobei er sich jeweils sechs Monate des Jahres in The Boynes, Upton-upon-Severn aufhielt. 1940 veröffentlichte er seine Autobiografie Fifty Years’ Work in London. Er starb am 26. Mai 1946 in The Boynes, Upton-upon-Severn und wurde am 7. Juni 1946 in der St Paul’s Cathedral beigesetzt. Winnington-Ingram blieb Zeit seines Lebens unverheiratet, war jedoch als Bischof von Stepney kurzzeitig verlobt.

## Veröffentlichungen (Auswahl)
- Why Did Daniel Pray? (1893)
- New Testament Difficulties: Historical and Scientific. (1894)
- Messengers, Watchmen, and Stewards (1896)
- Work in Great Cities (1896)
- Christ and His Friends. (1897)
- Banners of the Christian Faith. (1899)
- The After-glow of a Great Reign. (1901)
- The Faith of Church and Nation. (1904)
- The Men Who Crucify Christ. (1905)
- The Gospel in Action. (1905)
- A Mission of the Spirit. (1906)
- The Call of the Father. (1907)
- The Love of the Trinity. (1909)
- Social Purity. (1909)
- The Christian Girl. (1910)
- Into the Fighting Line. (1910)
- The Mysteries of God. (1910)
- Christ’s Sympathy for Young Men. (1911)
- Secrets of Strength. (1911)
- The Attractiveness of Goodness. (1913)
- The Gospel of the Miraculous. (1913)
- The Eyes of Flame. (1914)
- Kaiser or Christ? The War and Its Issues. (1914)
- The Bishop of London’s Visit to the Front. (1915)
- Our Place in Christendom: Lectures Delivered at St. Martin-in-the-Fields, in the Autumn of 1915. (1916)
- The Potter and the Clay. (1917)
- Rays of Dawn. (1918)
- They Shall Not Pass. (1918)
- The Necessity and Hope for Christian Union. (1919)
- The Spirit of Jesus. (1919)
- The Spirit of Peace. (1921)
- Rebuilding the Walls. (1922)
- The Sword of Goliath. (1926)
- The New Prayer Book: An Address. (1927)
- Some World Problems. (1927)
- Holiday Recollections of a World Tour. (1928)
- Why Am I a Christian? (1929)
- Good News from God. (1930)
- Has the Kingdom of God Arrived? (1935)
- Nine Christian Values. (1935)
- What the Cross Means to Me. (1935)
- God and You. (1936)
- Everyman’s Problems and Difficulties. (1937)
- The Secrets of Happiness. (1939)
- Fifty Years’ Work in London. (1940)
- A Second Day of God. (1940)
- The Secrets of Fortitude. (1941)